# Llista de topònims d'Alt Àneu
Llista de topònims (noms propis de lloc) del municipi d'Alt Àneu, al Pallars Sobirà
Informació actualitzada per un bot. Els canvis manuals es perdran quan s'actualitzi!

## antic assentament
| imatge | Nom            | Ubicat a | instància de            | Detalls | coordenades                                                                     | Protecció | Commons (més fotos) | Dades a WD                    |
| ------ | -------------- | -------- | ----------------------- | ------- | ------------------------------------------------------------------------------- | --------- | ------------------- | ----------------------------- |
|        | Alós Sobirà    | Alt Àneu | antic assentament       |         | 42° 42′ 11″ N, 1° 05′ 39″ E / 42.70310556°N,1.094125°E                          |           |                     | Modifica les dades a Wikidata |
|        | bordes d'Àrreu | Alt Àneu | antic assentament borda |         | 42° 39′ 52″ N, 1° 04′ 09″ E / 42.6645665318688°N,1.06908022954564°E 1334.2 msnm |           | Bordes d'Àrreu      | Modifica les dades a Wikidata |

## arbre singular
| imatge | Nom                         | Ubicat a | instància de   | Detalls                                                                    | coordenades                                                                                                | Protecció        | Commons (més fotos)         | Dades a WD                    |
| ------ | --------------------------- | -------- | -------------- | -------------------------------------------------------------------------- | --- | ---------------- | --------------------------- | ----------------------------- |
|        | avet de Cireres             | Alt Àneu | arbre singular | Taxon: avet blanc (Abies alba) Ample: 15.5m Alt: 33.5m Perímetre: 4.36m    | 42° 44′ 58″ N, 1° 04′ 37″ E / 42.7494°N,1.07707°E ca:Bosc de Cireres, Isil i Alòs d'Isil 1715 msnm         | arbre monumental | Avet de Cireres             | Modifica les dades a Wikidata |
|        | avets de la Coma de Perosa  | Alt Àneu | arbre singular | Taxon: avet blanc (Abies alba) Ample: 13m Alt: 33.9m Perímetre: 4.7m       | 42° 45′ 20″ N, 1° 04′ 50″ E / 42.75556°N,1.08056°E ca:La Coma de Perosa, Isil 1525 msnm                    | arbre monumental | Avets de la Coma de Perosa  | Modifica les dades a Wikidata |
|        | pi Roi de Cireres           | Alt Àneu | arbre singular | Taxon: pi roig (Pinus sylvestris) Ample: 14.2m Alt: 20m Perímetre: 3.93m   | 42° 44′ 58″ N, 1° 04′ 38″ E / 42.7494°N,1.07733°E ca:Bosc de Cireres, Isil i Alòs d'Isil 1734 msnm         | arbre monumental | Pi Roi de Cireres           | Modifica les dades a Wikidata |
|        | pins Orcs del Pletiu d'Aulà | Alt Àneu | arbre singular | Taxon: pi roig (Pinus sylvestris) Ample: 14.1m Alt: 20.5m Perímetre: 3.68m | 42° 45′ 24″ N, 1° 05′ 34″ E / 42.75677°N,1.09289°E ca:Bosc del Pletiu d'Aulà, Isil i Alós d'Isil 1750 msnm | arbre monumental | Pins Orcs del Pletiu d'Aulà | Modifica les dades a Wikidata |

## avenc
| imatge | Nom                            | Ubicat a | instància de | Detalls | coordenades                                                         | Protecció | Commons (més fotos) | Dades a WD                    |
| ------ | ------------------------------ | -------- | ------------ | ------- | ------------------------------------------------------------------- | --------- | ------------------- | ----------------------------- |
|        | Cigalera de l'Obaga de Valaran | Alt Àneu | avenc        |         | 42° 43′ 24″ N, 1° 04′ 46″ E / 42.7232361763036°N,1.07931583056891°E |           |                     | Modifica les dades a Wikidata |
|        | Forat de Moredo                | Alt Àneu | avenc        |         | 42° 42′ 44″ N, 1° 02′ 55″ E / 42.7121381523943°N,1.04873928409274°E |           |                     | Modifica les dades a Wikidata |

## barraca de vinya
| imatge | Nom                    | Ubicat a | instància de     | Detalls          | coordenades                                                        | Protecció | Commons (més fotos) | Dades a WD                    |
| ------ | ---------------------- | -------- | ---------------- | ---------------- | ------------------------------------------------------------------ | --------- | ------------------- | ----------------------------- |
|        | barraca de vinya 22056 | Alt Àneu | barraca de vinya | Estat: ruïnós    | 42° 38′ 57″ N, 0° 59′ 55″ E / 42.649099446753°N,0.99850035153807°E |           |                     | Modifica les dades a Wikidata |
|        | barraca de vinya 24970 | Alt Àneu | barraca de vinya | Estat: bon estat | 42° 38′ 30″ N, 1° 05′ 58″ E / 42.64160726832°N,1.0994670081932°E   |           |                     | Modifica les dades a Wikidata |
|        | barraca de vinya 24971 | Alt Àneu | barraca de vinya | Estat: ruïnós    | 42° 39′ 15″ N, 1° 06′ 01″ E / 42.654075648009°N,1.1003194571962°E  |           |                     | Modifica les dades a Wikidata |
|        | barraca de vinya 26569 | Alt Àneu | barraca de vinya | Estat: bon estat | 42° 36′ 50″ N, 1° 06′ 22″ E / 42.613972931208°N,1.1061599768062°E  |           |                     | Modifica les dades a Wikidata |

## borda
| imatge | Nom                           | Ubicat a | instància de | Detalls | coordenades                                                          | Protecció | Commons (més fotos) | Dades a WD                    |
| ------ | ----------------------------- | -------- | ------------ | ------- | -------------------------------------------------------------------- | --------- | ------------------- | ----------------------------- |
|        | Borda Nyei                    | Alt Àneu | borda        |         | 42° 39′ 48″ N, 1° 06′ 08″ E / 42.6634167204554°N,1.10210928271805°E  |           |                     | Modifica les dades a Wikidata |
|        | Bordes Esbalçades             | Alt Àneu | borda        |         | 42° 44′ 37″ N, 1° 06′ 03″ E / 42.7437131532571°N,1.10087055966377°E  |           |                     | Modifica les dades a Wikidata |
|        | Cabana Vella                  | Alt Àneu | borda        |         | 42° 38′ 14″ N, 1° 04′ 15″ E / 42.6371837367467°N,1.07080552673506°E  |           |                     | Modifica les dades a Wikidata |
|        | Cabana de Montgosso           | Alt Àneu | borda        |         | 42° 45′ 42″ N, 1° 03′ 14″ E / 42.7616361994043°N,1.05385882829346°E  |           |                     | Modifica les dades a Wikidata |
|        | Cabana de la Bonaigua Vella   | Alt Àneu | borda        |         | 42° 38′ 37″ N, 1° 00′ 52″ E / 42.6437146528361°N,1.01455459938566°E  |           |                     | Modifica les dades a Wikidata |
|        | Cabana de la Pletiu del Duc   | Alt Àneu | borda        |         | 42° 39′ 33″ N, 0° 59′ 13″ E / 42.6590705712071°N,0.986821498829905°E |           |                     | Modifica les dades a Wikidata |
|        | Cabana de les Cabanyeres      | Alt Àneu | borda        |         | 42° 37′ 04″ N, 1° 03′ 38″ E / 42.6176935427134°N,1.06050716371676°E  |           |                     | Modifica les dades a Wikidata |
|        | Cabana del Molar              | Alt Àneu | borda        |         | 42° 41′ 05″ N, 1° 01′ 40″ E / 42.6847988936626°N,1.0277346909204°E   |           |                     | Modifica les dades a Wikidata |
|        | Cabana del Pletiu             | Alt Àneu | borda        |         | 42° 42′ 44″ N, 1° 08′ 07″ E / 42.7120956322803°N,1.13535514537483°E  |           |                     | Modifica les dades a Wikidata |
|        | Cabana del Pletiu d'Arnaldo   | Alt Àneu | borda        |         | 42° 39′ 29″ N, 0° 59′ 12″ E / 42.65795278°N,0.98675556°E 2082.5 msnm |           |                     | Modifica les dades a Wikidata |
|        | Cabana del Pletiu de Portaran | Alt Àneu | borda        |         | 42° 39′ 02″ N, 0° 59′ 50″ E / 42.6504840710752°N,0.997345818394604°E |           |                     | Modifica les dades a Wikidata |
|        | Cabana del Ras                | Alt Àneu | borda        |         | 42° 44′ 32″ N, 1° 03′ 06″ E / 42.7422813861046°N,1.05156904856063°E  |           |                     | Modifica les dades a Wikidata |
|        | Cabanes de Son                | Alt Àneu | borda        |         | 42° 39′ 12″ N, 1° 00′ 21″ E / 42.6533493639899°N,1.00569604624757°E  |           |                     | Modifica les dades a Wikidata |
|        | Casa Sastrada                 | Alt Àneu | borda        |         | 42° 38′ 19″ N, 1° 02′ 55″ E / 42.6385357205248°N,1.04855330413689°E  |           |                     | Modifica les dades a Wikidata |
|        | Cases de Bonabé               | Alt Àneu | borda        |         | 42° 45′ 11″ N, 1° 05′ 09″ E / 42.753146°N,1.085751°E                 |           |                     | Modifica les dades a Wikidata |
|        | borda d'Aiguana               | Alt Àneu | borda        |         | 42° 38′ 58″ N, 1° 04′ 22″ E / 42.6495702543944°N,1.07266726241785°E  |           |                     | Modifica les dades a Wikidata |
|        | borda d'Andreuet              | Alt Àneu | borda        |         | 42° 38′ 25″ N, 1° 02′ 00″ E / 42.6404081308229°N,1.03324827900424°E  |           |                     | Modifica les dades a Wikidata |
|        | borda d'Arnaldo               | Alt Àneu | borda        |         | 42° 37′ 09″ N, 1° 04′ 07″ E / 42.619092835039°N,1.06870621701705°E   |           |                     | Modifica les dades a Wikidata |
|        | borda d'Ermengol              | Alt Àneu | borda        |         | 42° 38′ 37″ N, 1° 05′ 19″ E / 42.6436042329118°N,1.08851352406441°E  |           |                     | Modifica les dades a Wikidata |
|        | borda d'Espà                  | Alt Àneu | borda        |         | 42° 38′ 41″ N, 1° 04′ 59″ E / 42.6446926285782°N,1.08305205573128°E  |           |                     | Modifica les dades a Wikidata |
|        | borda de Badí                 | Alt Àneu | borda        |         | 42° 44′ 58″ N, 1° 05′ 33″ E / 42.7495643046632°N,1.09261536082683°E  |           |                     | Modifica les dades a Wikidata |
|        | borda de Cabalet              | Alt Àneu | borda        |         | 42° 42′ 00″ N, 1° 06′ 42″ E / 42.699863872796°N,1.1115599278958°E    |           |                     | Modifica les dades a Wikidata |
|        | borda de Foixenc              | Alt Àneu | borda        |         | 42° 44′ 57″ N, 1° 05′ 34″ E / 42.7492715609519°N,1.09288092999664°E  |           |                     | Modifica les dades a Wikidata |
|        | borda de Joan                 | Alt Àneu | borda        |         | 42° 40′ 00″ N, 1° 04′ 51″ E / 42.6666551034749°N,1.08082744154306°E  |           |                     | Modifica les dades a Wikidata |
|        | borda de Mauris               | Alt Àneu | borda        |         | 42° 36′ 26″ N, 1° 06′ 11″ E / 42.607282496826°N,1.10292493431782°E   |           |                     | Modifica les dades a Wikidata |
|        | borda de Pep                  | Alt Àneu | borda        |         | 42° 36′ 54″ N, 1° 07′ 05″ E / 42.6149150507012°N,1.11797009936846°E  |           |                     | Modifica les dades a Wikidata |
|        | borda de Perosa               | Alt Àneu | borda        |         | 42° 45′ 16″ N, 1° 05′ 00″ E / 42.7545706361737°N,1.08341927089396°E  |           |                     | Modifica les dades a Wikidata |
|        | borda de Petit                | Alt Àneu | borda        |         | 42° 44′ 47″ N, 1° 06′ 02″ E / 42.74639°N,1.10064°E                   |           |                     | Modifica les dades a Wikidata |
|        | borda de Sanç                 | Alt Àneu | borda        |         | 42° 42′ 22″ N, 1° 05′ 39″ E / 42.7061774490993°N,1.09422550309056°E  |           |                     | Modifica les dades a Wikidata |
|        | borda de Sastrada             | Alt Àneu | borda        |         | 42° 38′ 16″ N, 1° 02′ 49″ E / 42.6377170838673°N,1.04701771985111°E  |           |                     | Modifica les dades a Wikidata |
|        | borda de Socampo              | Alt Àneu | borda        |         | 42° 43′ 47″ N, 1° 06′ 27″ E / 42.7295945596771°N,1.1074821376542°E   |           |                     | Modifica les dades a Wikidata |
|        | borda de Tariou               | Alt Àneu | borda        |         | 42° 44′ 34″ N, 1° 06′ 23″ E / 42.742846390298°N,1.1063601464649°E    |           |                     | Modifica les dades a Wikidata |
|        | borda de Tomàs                | Alt Àneu | borda        |         | 42° 36′ 49″ N, 1° 07′ 12″ E / 42.6135°N,1.12011°E                    |           |                     | Modifica les dades a Wikidata |
|        | borda del Castell             | Alt Àneu | borda        |         | 42° 39′ 39″ N, 1° 03′ 33″ E / 42.66087°N,1.05925°E                   |           |                     | Modifica les dades a Wikidata |
|        | borda del Pubill              | Alt Àneu | borda        |         | 42° 44′ 21″ N, 1° 06′ 26″ E / 42.73924°N,1.1071°E                    |           |                     | Modifica les dades a Wikidata |
|        | bordes d'Airoto               | Alt Àneu | borda        |         | 42° 41′ 08″ N, 1° 04′ 31″ E / 42.685594039938°N,1.0751445468184°E    |           |                     | Modifica les dades a Wikidata |
|        | bordes d'Isil                 | Alt Àneu | borda        |         | 42° 44′ 59″ N, 1° 05′ 34″ E / 42.749823760734°N,1.0927072544182°E    |           |                     | Modifica les dades a Wikidata |
|        | bordes de Lapre               | Alt Àneu | borda        |         | 42° 41′ 23″ N, 1° 04′ 52″ E / 42.68978°N,1.08104°E                   |           |                     | Modifica les dades a Wikidata |
|        | bordes de Lapre d'Avall       | Alt Àneu | borda        |         | 42° 41′ 27″ N, 1° 05′ 29″ E / 42.6907381611651°N,1.09125536213312°E  |           |                     | Modifica les dades a Wikidata |
|        | bordes de Moredo              | Alt Àneu | borda        |         | 42° 42′ 17″ N, 1° 04′ 57″ E / 42.7045863639681°N,1.08252836737159°E  |           |                     | Modifica les dades a Wikidata |
|        | bordes de Pina                | Alt Àneu | borda        |         | 42° 42′ 57″ N, 1° 07′ 13″ E / 42.7158310774141°N,1.12038124417085°E  |           |                     | Modifica les dades a Wikidata |
|        | bordes de Risé                | Alt Àneu | borda        |         | 42° 40′ 56″ N, 1° 06′ 17″ E / 42.6821276222255°N,1.10471308617581°E  |           |                     | Modifica les dades a Wikidata |

## casa
| imatge | Nom                                  | Ubicat a | instància de | Detalls                                          | coordenades                                          | Protecció                                  | Commons (més fotos)                 | Dades a WD                    |
| ------ | ------------------------------------ | -------- | ------------ | ------------------------------------------------ | ---------------------------------------------------- | ------------------------------------------ | ----------------------------------- | ----------------------------- |
|        | Cal Noble                            | Alt Àneu | casa         | Estil: arquitectura popular                      | 42° 42′ 05″ N, 1° 06′ 02″ E / 42.701322°N,1.100587°E | bé integrant del patrimoni cultural català |                                     | Modifica les dades a Wikidata |
|        | Can Dídac                            | Alt Àneu | casa         | Estil: arquitectura popular                      | 42° 42′ 03″ N, 1° 05′ 58″ E / 42.700965°N,1.099426°E | bé integrant del patrimoni cultural català | Can Dídac d'Alós d'Isil             | Modifica les dades a Wikidata |
|        | Can Tort                             | Alt Àneu | casa         | Estil: arquitectura popular arquitectura barroca | 42° 42′ 01″ N, 1° 05′ 54″ E / 42.700359°N,1.098217°E | bé integrant del patrimoni cultural català |                                     | Modifica les dades a Wikidata |
|        | Casa Andreuet                        | Alt Àneu | casa         | Estil: arquitectura popular                      | 42° 39′ 06″ N, 1° 04′ 48″ E / 42.651624°N,1.079909°E | bé integrant del patrimoni cultural català |                                     | Modifica les dades a Wikidata |
|        | Casa Armengol                        | Alt Àneu | casa         | Estil: arquitectura popular                      | 42° 39′ 09″ N, 1° 04′ 47″ E / 42.652385°N,1.079642°E | bé integrant del patrimoni cultural català |                                     | Modifica les dades a Wikidata |
|        | Casa a Son 1                         | Alt Àneu | casa         | Estil: arquitectura popular                      | 42° 37′ 11″ N, 1° 05′ 47″ E / 42.61985°N,1.096316°E  | bé integrant del patrimoni cultural català |                                     | Modifica les dades a Wikidata |
|        | Casa a Son 2                         | Alt Àneu | casa         | Estil: arquitectura popular                      | 42° 37′ 11″ N, 1° 05′ 45″ E / 42.619799°N,1.095928°E | bé integrant del patrimoni cultural català |                                     | Modifica les dades a Wikidata |
|        | Casa a Son 3                         | Alt Àneu | casa         | Estil: arquitectura popular                      | 42° 37′ 12″ N, 1° 05′ 45″ E / 42.620003°N,1.095732°E | bé integrant del patrimoni cultural català |                                     | Modifica les dades a Wikidata |
|        | Casa a Àrreu                         | Alt Àneu | casa         | Estil: arquitectura popular                      | 42° 39′ 50″ N, 1° 04′ 28″ E / 42.664002°N,1.074306°E | bé integrant del patrimoni cultural català |                                     | Modifica les dades a Wikidata |
|        | Casa de la Senyora                   | Alt Àneu | casa         | Estil: arquitectura popular                      | 42° 38′ 01″ N, 1° 06′ 34″ E / 42.633694°N,1.109523°E | bé integrant del patrimoni cultural català | Casa de la Senyora de València Àneu | Modifica les dades a Wikidata |
|        | Casa en un carreró al costat Noguera | Alt Àneu | casa         | Estil: arquitectura popular                      | 42° 40′ 46″ N, 1° 05′ 10″ E / 42.679315°N,1.086123°E | bé integrant del patrimoni cultural català |                                     | Modifica les dades a Wikidata |
|        | Torre de la Minyona                  | Alt Àneu | casa         |                                                  |                                                      | bé integrant del patrimoni cultural català |                                     | Modifica les dades a Wikidata |

## castell
| imatge | Nom                        | Ubicat a | instància de | Detalls                      | coordenades                                                                                               | Protecció                                            | Commons (més fotos)        | Dades a WD                    |
| ------ | -------------------------- | -------- | ------------ | ---------------------------- | --- | ---------------------------------------------------- | -------------------------- | ----------------------------- |
|        | Castell d'Àrreu            | Alt Àneu | castell      | Estil: arquitectura romànica | 42° 39′ 52″ N, 1° 04′ 44″ E / 42.6644°N,1.07878°E 1235.9 msnm                                             |                                                      |                            | Modifica les dades a Wikidata |
|        | Castell de Portaran        | Alt Àneu | castell      | Estil: arquitectura romànica | 42° 38′ 15″ N, 1° 07′ 05″ E / 42.637483°N,1.11812°E 999 msnm                                              |                                                      |                            | Modifica les dades a Wikidata |
|        | Castell de València d'Àneu | Alt Àneu | castell      |                              | 42° 37′ 57″ N, 1° 06′ 59″ E / 42.632437°N,1.116322°E ca:Al sud-est del nucli de València d'Àneu 1107 msnm | bé d'interès cultural bé cultural d'interès nacional | Castell de València d'Àneu | Modifica les dades a Wikidata |

## collada
| imatge | Nom                          | Ubicat a                         | instància de             | Detalls | coordenades                                                         | Protecció | Commons (més fotos)          | Dades a WD                    |
| ------ | ---------------------------- | -------------------------------- | ------------------------ | ------- | ------------------------------------------------------------------- | --------- | ---------------------------- | ----------------------------- |
|        | Port de Salau                | Alt Àneu Coflens                 | collada                  |         | 42° 44′ 23″ N, 1° 07′ 50″ E / 42.73970278°N,1.13057222°E 2087 msnm  |           | Port de Salau                | Modifica les dades a Wikidata |
|        | col de la Pale de la Clauère | Alt Àneu Eras Bòrdas e Shoantenh | collada                  |         | 42° 47′ 03″ N, 1° 04′ 28″ E / 42.784145°N,1.074579°E 2522 msnm      |           | Col de la Pale de la Clauère | Modifica les dades a Wikidata |
|        | port d'Aulà                  | Alt Àneu Sèish                   | collada                  |         | 42° 46′ 04″ N, 1° 06′ 33″ E / 42.7678°N,1.10917°E 2260 msnm         |           | Port d'Aula                  | Modifica les dades a Wikidata |
|        | port de la Bonaigua          | Alt Àneu                         | collada port de muntanya |         | 42° 39′ 49″ N, 0° 59′ 00″ E / 42.663478°N,0.983319°E 2072 2076 msnm |           | Port de la Bonaigua          | Modifica les dades a Wikidata |

## cova
| imatge | Nom                             | Ubicat a | instància de | Detalls | coordenades                                                         | Protecció | Commons (més fotos) | Dades a WD                    |
| ------ | ------------------------------- | -------- | ------------ | ------- | ------------------------------------------------------------------- | --------- | ------------------- | ----------------------------- |
|        | Avenc Gran de les Cunyes d'Aulà | Alt Àneu | cova         |         | 42° 46′ 20″ N, 1° 06′ 02″ E / 42.7722553252392°N,1.10063403202767°E |           |                     | Modifica les dades a Wikidata |
|        | Cigalera de l'Obaga de Baleran  | Alt Àneu | cova         |         | 42° 43′ 28″ N, 1° 04′ 44″ E / 42.7245528944376°N,1.07889657290353°E |           |                     | Modifica les dades a Wikidata |

## curs d'aigua
| imatge | Nom                  | Ubicat a                                         | instància de | Detalls                                      | coordenades | Protecció | Commons (més fotos)               | Dades a WD                    |
| ------ | -------------------- | ------------------------------------------------ | ------------ | -------------------------------------------- | --- | --------- | --------------------------------- | ----------------------------- |
|        | Barranc de Gerber    | Alt Àneu                                         | curs d'aigua | Desemboca: riu de la Bonaigua Conca: 7km²    | 42° 37′ 00″ N, 0° 59′ 21″ E / 42.616724°N,0.989198°E 42° 38′ 41″ N, 1° 00′ 44″ E / 42.644664°N,1.012224°E Vall de Gerber  |           | Barranc de Gerber                 | Modifica les dades a Wikidata |
|        | Barranc de Valaran   | Alt Àneu                                         | curs d'aigua | Desemboca: Noguera Pallaresa                 | 42° 43′ 51″ N, 1° 04′ 49″ E / 42.7307°N,1.08029°E                                                                         |           |                                   | Modifica les dades a Wikidata |
|        | Barranc de Vinyals   | Alt Àneu                                         | curs d'aigua | Desemboca: Noguera Pallaresa                 | 42° 45′ 01″ N, 1° 07′ 49″ E / 42.7502°N,1.13017°E                                                                         |           |                                   | Modifica les dades a Wikidata |
|        | Barranc de la Colada | Alt Àneu                                         | curs d'aigua | Desemboca: Noguera Pallaresa                 | 42° 43′ 34″ N, 1° 07′ 55″ E / 42.726°N,1.13195°E                                                                          |           |                                   | Modifica les dades a Wikidata |
|        | Noguera Pallaresa    | Vall d'Aran Pallars Sobirà Pallars Jussà Noguera | curs d'aigua | Desemboca: Segre Llarg: 154km Conca: 2820km² | 41° 54′ 23″ N, 0° 53′ 24″ E / 41.9064°N,0.8901°E 42° 42′ 43″ N, 0° 56′ 58″ E / 42.71185°N,0.94951944444444°E              |           | Noguera Pallaresa                 | Modifica les dades a Wikidata |
|        | riu Fred             | Alt Àneu                                         | curs d'aigua | Desemboca: Noguera Pallaresa                 | 42° 47′ 10″ N, 1° 01′ 42″ E / 42.786°N,1.02829°E                                                                          |           |                                   | Modifica les dades a Wikidata |
|        | riu d'Àrreu          | Alt Àneu                                         | curs d'aigua | Desemboca: Noguera Pallaresa                 | 42° 40′ 59″ N, 1° 01′ 57″ E / 42.683156°N,1.032419°E 42° 39′ 50″ N, 1° 04′ 50″ E / 42.663824°N,1.0806°E Vall d'Àrreu      |           | Riu d'Àrreu                       | Modifica les dades a Wikidata |
|        | riu de Cabanes       | Alt Àneu                                         | curs d'aigua | Desemboca: riu de la Bonaigua Conca: 7km²    | 42° 36′ 40″ N, 1° 01′ 46″ E / 42.611085°N,1.029408°E 42° 38′ 15″ N, 1° 02′ 52″ E / 42.637445°N,1.047688°E Vall de Cabanes |           | Cabanes River                     | Modifica les dades a Wikidata |
|        | riu de Marimanya     | Alt Àneu                                         | curs d'aigua | Desemboca: Noguera Pallaresa                 | 42° 43′ 17″ N, 1° 01′ 07″ E / 42.7215°N,1.01849°E                                                                         |           |                                   | Modifica les dades a Wikidata |
|        | riu de Ruda          | Naut Aran Alt Àneu                               | curs d'aigua | Desemboca: Garona                            | 42° 42′ 00″ N, 0° 55′ 11″ E / 42.699915°N,0.919767°E 42° 37′ 07″ N, 0° 58′ 08″ E / 42.618519°N,0.968922°E                 |           | Ruda River (tributary of Garonne) | Modifica les dades a Wikidata |
|        | riu de Saboredo      | Alt Àneu                                         | curs d'aigua |                                              | 42° 36′ 35″ N, 0° 58′ 09″ E / 42.6098°N,0.969116°E                                                                        |           |                                   | Modifica les dades a Wikidata |

## edifici
| imatge | Nom                             | Ubicat a | instància de  | Detalls                     | coordenades                                                                        | Protecció                                  | Commons (més fotos)                 | Dades a WD                    |
| ------ | ------------------------------- | -------- | ------------- | --------------------------- | ---------------------------------------------------------------------------------- | ------------------------------------------ | ----------------------------------- | ----------------------------- |
|        | Arc gòtic amb calats de Borén   | Alt Àneu | edifici       | Estil: arquitectura gòtica  | 42° 39′ 35″ N, 1° 04′ 55″ E / 42.659704°N,1.082046°E                               | bé integrant del patrimoni cultural català |                                     | Modifica les dades a Wikidata |
|        | Arcades a la plaça Major de Son | Alt Àneu | edifici       | Estil: arquitectura popular | 42° 37′ 12″ N, 1° 05′ 46″ E / 42.619935°N,1.096015°E                               | bé integrant del patrimoni cultural català |                                     | Modifica les dades a Wikidata |
|        | Barraques dera Productòra       | Alt Àneu | edifici masia |                             | 42° 37′ 43″ N, 0° 57′ 42″ E / 42.6287022446959°N,0.961715984835236°E               |                                            |                                     | Modifica les dades a Wikidata |
|        | Rectoria                        | Alt Àneu | edifici       | Estil: arquitectura popular | 42° 39′ 51″ N, 1° 04′ 29″ E / 42.664164°N,1.074844°E                               | bé integrant del patrimoni cultural català |                                     | Modifica les dades a Wikidata |
|        | Refugi del Cap del Port         | Alt Àneu | edifici       |                             | 42° 39′ 50″ N, 0° 58′ 50″ E / 42.663996°N,0.980522°E port de la Bonaigua 2071 msnm |                                            | Edifici de Cap del Port de Bonaigua | Modifica les dades a Wikidata |
|        | Serradora d'Àrreu               | Alt Àneu | edifici       | Estil: arquitectura popular |                                                                                    | bé integrant del patrimoni cultural català |                                     | Modifica les dades a Wikidata |
|        | Serradora de Sorpe              | Alt Àneu | edifici       | Estil: arquitectura popular |                                                                                    | bé integrant del patrimoni cultural català |                                     | Modifica les dades a Wikidata |

## entitat singular de població
| imatge | Nom                 | Ubicat a             | instància de                                                    | Detalls                      | coordenades                                                                   | Protecció | Commons (més fotos) | Dades a WD                    |
| ------ | ------------------- | -------------------- | --------------------------------------------------------------- | ---------------------------- | ----------------------------------------------------------------------------- | --------- | ------------------- | ----------------------------- |
|        | Alós d'Isil         | Alt Àneu Isil i Alós | entitat singular de població                                    | 25 hab                       | 42° 42′ 08″ N, 1° 05′ 39″ E / 42.70226667°N,1.09415278°E 1268.6 msnm          |           | Alós d'Isil         | Modifica les dades a Wikidata |
|        | Borén               | Alt Àneu             | entitat singular de població                                    | 20 hab                       | 42° 39′ 38″ N, 1° 04′ 58″ E / 42.66056389°N,1.08276111°E 1101.1 msnm          |           | Borén               | Modifica les dades a Wikidata |
|        | Isavarre            | Alt Àneu             | entitat singular de població                                    | 31 hab                       | 42° 39′ 02″ N, 1° 05′ 58″ E / 42.65043611°N,1.09935833°E 1092.6 msnm          |           | Isavarre            | Modifica les dades a Wikidata |
|        | Isil                | Alt Àneu             | entitat singular de població                                    | 83 hab                       | 42° 40′ 45″ N, 1° 05′ 09″ E / 42.67926389°N,1.08570556°E 1163.4 msnm          |           | Isil                | Modifica les dades a Wikidata |
|        | Son                 | Alt Àneu             | entitat singular de població                                    | 47 hab                       | 42° 37′ 12″ N, 1° 05′ 49″ E / 42.620127777778°N,1.0970194444444°E 1387.8 msnm |           | Son (Alt Àneu)      | Modifica les dades a Wikidata |
|        | Sorpe               | Alt Àneu             | entitat singular de població entitat municipal descentralitzada | 40 hab                       | 42° 39′ 06″ N, 1° 04′ 49″ E / 42.651666666667°N,1.0802777777778°E 1265.8 msnm |           | Sorpe (Alt Àneu)    | Modifica les dades a Wikidata |
|        | València d'Àneu     | Alt Àneu             | entitat singular de població capital municipal                  | 197 hab Superfície: 10.26km² | 42° 38′ 02″ N, 1° 06′ 35″ E / 42.633905555556°N,1.1097888888889°E 1076 msnm   |           | València d'Àneu     | Modifica les dades a Wikidata |
|        | la Bonaigua de Baix | Alt Àneu             | entitat singular de població                                    | 9 hab                        | 42° 38′ 11″ N, 1° 02′ 46″ E / 42.636475703763°N,1.0461688464522°E 1440 msnm   |           | La Bonaigua de Baix | Modifica les dades a Wikidata |
|        | Àrreu               | Alt Àneu             | entitat singular de població                                    | 5 hab                        | 42° 39′ 51″ N, 1° 04′ 29″ E / 42.664107°N,1.074647°E 1251 msnm                |           | Àrreu               | Modifica les dades a Wikidata |

## església
| imatge | Nom                                   | Ubicat a      | instància de              | Detalls | coordenades                                                                                             | Protecció                                            | Commons (més fotos)             | Dades a WD                    |
| ------ | ------------------------------------- | ------------- | ------------------------- | --- | --- | ---------------------------------------------------- | ------------------------------- | ----------------------------- |
|        | Mare de Déu de Bellero                | Alt Àneu      | església                  | | 42° 37′ 04″ N, 1° 05′ 44″ E / 42.61783806°N,1.09548611°E 1404 msnm                                      |                                                      |                                 | Modifica les dades a Wikidata |
|        | Mare de Déu de les Ares               | Alt Àneu      | església                  | | 42° 38′ 52″ N, 1° 00′ 26″ E / 42.647714°N,1.007289°E 1767 msnm                                          | bé integrant del patrimoni cultural català           | Mare de Déu de les Ares         | Modifica les dades a Wikidata |
|        | Mare de Déu de les Neus d'Àrreu       | Alt Àneu      | església edifici històric | Estil: arquitectura romànica                                                                                   | 42° 39′ 47″ N, 1° 04′ 06″ E / 42.663151°N,1.068445°E 1336.7 msnm                                        | bé integrant del patrimoni cultural català           | Mare de Déu de les Neus d'Àrreu | Modifica les dades a Wikidata |
|        | Mare de Déu del Roser d'Isavarre      | Alt Àneu      | església                  | | 42° 39′ 03″ N, 1° 05′ 57″ E / 42.650839°N,1.099151°E                                                    |                                                      |                                 | Modifica les dades a Wikidata |
|        | Nen Jesús de Praga de Cal Tort        | Alt Àneu      | església                  | | 42° 42′ 04″ N, 1° 06′ 00″ E / 42.70113889°N,1.09988611°E                                                |                                                      |                                 | Modifica les dades a Wikidata |
|        | Sant Andreu de València d'Àneu        | Alt Àneu      | església                  | Estil: arquitectura romànica 12nd century                                                                      | 42° 38′ 04″ N, 1° 06′ 39″ E / 42.634438°N,1.110728°E ca:Carrer de l'Església, València d'Àneu 1088 msnm | bé d'interès cultural bé cultural d'interès nacional | Sant Andreu de València d'Àneu  | Modifica les dades a Wikidata |
|        | Sant Antoni de la Borda de l'Andreuet | Alt Àneu      | església edifici històric | | 42° 38′ 53″ N, 1° 04′ 59″ E / 42.6481°N,1.08297°E 1300 msnm                                             |                                                      |                                 | Modifica les dades a Wikidata |
|        | Sant Cosme de València d'Àneu         | Alt Àneu      | església                  | | 42° 38′ 05″ N, 1° 06′ 53″ E / 42.6348°N,1.11467°E 1070.5 msnm                                           |                                                      | Sant Cosme de València d'Àneu   | Modifica les dades a Wikidata |
|        | Sant Ermengol de Casa Ermengol        | Alt Àneu      | església                  | | 42° 39′ 13″ N, 1° 04′ 51″ E / 42.6535°N,1.08093°E 1265 msnm                                             |                                                      |                                 | Modifica les dades a Wikidata |
|        | Sant Joan d'Isil                      | Alt Àneu      | església monument         | Estil: arquitectura romànica Anomenat per: Joan Baptista Dedicat a: Joan Baptista                              | 42° 40′ 33″ N, 1° 05′ 04″ E / 42.67594722°N,1.08454167°E                                                | bé d'interès cultural bé cultural d'interès nacional | Sant Joan d'Isil                | Modifica les dades a Wikidata |
|        | Sant Just i Sant Pastor de Son        | Alt Àneu      | església                  | Estil: arquitectura romànica 11st century                                                                      | 42° 37′ 15″ N, 1° 05′ 48″ E / 42.62088056°N,1.09659722°E ca:Plaça Església, Son 1399 msnm               | bé d'interès cultural bé cultural d'interès nacional | Sant Just i Sant Pastor de Son  | Modifica les dades a Wikidata |
|        | Sant Lliser d'Alós d'Isil             | Alt Àneu      | església                  | Estil: arquitectura romànica                                                                                   | 42° 42′ 04″ N, 1° 06′ 00″ E / 42.70113889°N,1.09988611°E                                                | bé integrant del patrimoni cultural català           | Sant Lliser d'Alós d'Isil       | Modifica les dades a Wikidata |
|        | Sant Llorenç d'Isavarre               | Alt Àneu      | església                  | Estil: arquitectura romànica 12nd century                                                                      | 42° 39′ 03″ N, 1° 06′ 02″ E / 42.65093333°N,1.10068056°E 1116 msnm                                      | bé d'interès cultural bé cultural d'interès nacional | Sant Llorenç d'Isavarre         | Modifica les dades a Wikidata |
|        | Sant Martí de Borén                   | Alt Àneu      | església                  | Estil: arquitectura romànica                                                                                   | 42° 39′ 37″ N, 1° 04′ 52″ E / 42.660193°N,1.081049°E 1102.5 msnm                                        | bé integrant del patrimoni cultural català           | Iglesia de San Martín de Borén  | Modifica les dades a Wikidata |
|        | Sant Pere d'Alós d'Isil               | Alt Àneu      | església                  | | 42° 42′ 04″ N, 1° 06′ 00″ E / 42.7011°N,1.09989°E                                                       |                                                      |                                 | Modifica les dades a Wikidata |
|        | Sant Pere de Sorpe                    | Alt Àneu      | església                  | Estil: arquitectura romànica                                                                                   | 42° 39′ 10″ N, 1° 04′ 48″ E / 42.65277778°N,1.07995833°E 1265.8 msnm                                    | bé integrant del patrimoni cultural català           | Sant Pere de Sorpe              | Modifica les dades a Wikidata |
|        | Sant Pere de l'Abadia                 | Alt Àneu      | església                  | Estil: arquitectura romànica                                                                                   | 42° 37′ 12″ N, 1° 05′ 45″ E / 42.620129°N,1.095777°E                                                    | bé integrant del patrimoni cultural català           | Sant Pere de Son                | Modifica les dades a Wikidata |
|        | Sant Serni d'Àrreu                    | Alt Àneu      | església                  | Estil: arquitectura romànica arquitectura popular Anomenat per: Sadurní de Tolosa Dedicat a: Sadurní de Tolosa | 42° 39′ 51″ N, 1° 04′ 29″ E / 42.664164°N,1.074844°E 1258 msnm                                          | bé integrant del patrimoni cultural català           | Sant Serni d'Àrreu              | Modifica les dades a Wikidata |
|        | Santa Eulàlia d'Alós Sobirà           | Alt Àneu      | església                  | | 42° 42′ 11″ N, 1° 05′ 39″ E / 42.7031°N,1.09411°E 1369.6 msnm                                           |                                                      |                                 | Modifica les dades a Wikidata |
|        | església de la Immaculada d'Isil      | Isil Alt Àneu | església                  | Estil: gòtic flamíger                                                                                          | 42° 40′ 45″ N, 1° 05′ 09″ E / 42.679202°N,1.085744°E 1163.4 msnm                                        | bé cultural d'interès nacional                       | La Immaculada d'Isil            | Modifica les dades a Wikidata |
|        | la Immaculada de Casa Visa            | Alt Àneu      | església                  | | 42° 39′ 03″ N, 1° 06′ 02″ E / 42.65093333°N,1.10068056°E                                                |                                                      |                                 | Modifica les dades a Wikidata |

## font
| imatge | Nom                    | Ubicat a | instància de | Detalls | coordenades                                                          | Protecció | Commons (més fotos) | Dades a WD                    |
| ------ | ---------------------- | -------- | ------------ | ------- | -------------------------------------------------------------------- | --------- | ------------------- | ----------------------------- |
|        | font de Matamoixons    | Alt Àneu | font         |         | 42° 39′ 06″ N, 0° 59′ 58″ E / 42.6515486594872°N,0.999519732399381°E |           |                     | Modifica les dades a Wikidata |
|        | font de la Peülla      | Alt Àneu | font         |         | 42° 39′ 22″ N, 0° 58′ 56″ E / 42.656076646502°N,0.98211443456093°E   |           |                     | Modifica les dades a Wikidata |
|        | font de la Tosca       | Alt Àneu | font         |         | 42° 44′ 03″ N, 1° 06′ 23″ E / 42.7340778971036°N,1.10631966483352°E  |           |                     | Modifica les dades a Wikidata |
|        | font de les Estanyeres | Alt Àneu | font         |         | 42° 36′ 21″ N, 1° 03′ 54″ E / 42.6057673331917°N,1.06510738360194°E  |           |                     | Modifica les dades a Wikidata |

## indret
| imatge | Nom              | Ubicat a | instància de | Detalls | coordenades                                                 | Protecció | Commons (més fotos) | Dades a WD                    |
| ------ | ---------------- | -------- | ------------ | ------- | ----------------------------------------------------------- | --------- | ------------------- | ----------------------------- |
|        | Coma de Cabanes  | Alt Àneu | indret       |         | 42° 36′ 25″ N, 1° 00′ 54″ E / 42.607°N,1.0149°E             |           |                     | Modifica les dades a Wikidata |
|        | Plans d'Isavarre | Alt Àneu | indret       |         | 42° 41′ 41″ N, 1° 01′ 32″ E / 42.6946°N,1.02557°E 2260 msnm |           |                     | Modifica les dades a Wikidata |

## llac glacial
| imatge | Nom                              | Ubicat a           | instància de             | Detalls                                                     | coordenades                                                                                              | Protecció | Commons (més fotos)              | Dades a WD                    |
| ------ | -------------------------------- | ------------------ | ------------------------ | ----------------------------------------------------------- | --- | --------- | -------------------------------- | ----------------------------- |
|        | Estany Gerber                    | Alt Àneu           | llac glacial zona humida | Llarg: 517m Ample: 455m Superfície: 14.4ha Profunditat: 63m | 42° 37′ 45″ N, 0° 59′ 37″ E / 42.62923°N,0.993649°E 2165 msnm                                            |           | Estany Gerber                    | Modifica les dades a Wikidata |
|        | Estany Llong de Cabanes          | Alt Àneu           | llac glacial             | Superfície: 1.24ha                                          | 42° 36′ 30″ N, 1° 01′ 49″ E / 42.608369°N,1.030265°E 2223 msnm                                           |           | Estany Llong de Cabanes          | Modifica les dades a Wikidata |
|        | Estanyet de Marimanya d'Isavarre | Alt Àneu           | llac glacial             | Llarg: 120m Ample: 73m                                      | 42° 42′ 33″ N, 1° 01′ 54″ E / 42.709168745097°N,1.031679050863°E 2390 msnm                               |           | Estanyet de Marimanya d'Isavarre | Modifica les dades a Wikidata |
|        | estany Gelat de Saboredo         | Alt Àneu           | llac glacial             | Llarg: 502m Ample: 197m Superfície: 6.45ha                  | 42° 36′ 55″ N, 0° 58′ 43″ E / 42.615291°N,0.978659°E Circ de Saboredo 2490 msnm                          |           | Estany Gelat de Saboredo         | Modifica les dades a Wikidata |
|        | estany Major de Saboredo         | Naut Aran Alt Àneu | llac glacial             | Llarg: 666m Ample: 294m Superfície: 16.17ha                 | 42° 36′ 54″ N, 0° 58′ 11″ E / 42.615125°N,0.969813°E Circ de Saboredo 2340 msnm                          |           | Estany Major de Saboredo         | Modifica les dades a Wikidata |
|        | estany Mitjà d'Airoto            | Alt Àneu           | llac glacial             | Llarg: 198m Ample: 103m                                     | 42° 41′ 45″ N, 1° 02′ 26″ E / 42.695814989122°N,1.0406465556963°E 2153 msnm                              |           | Estany Mitjà d'Airoto            | Modifica les dades a Wikidata |
|        | estany Muntanyó                  | Alt Àneu           | llac glacial             | Llarg: 321m Ample: 190m Superfície: 4.82ha                  | 42° 40′ 21″ N, 1° 00′ 25″ E / 42.672566°N,1.006956°E 2204 msnm                                           |           | Estany Muntanyó                  | Modifica les dades a Wikidata |
|        | estany Negre de Baix             | Alt Àneu           | llac glacial             |                                                             | 42° 37′ 29″ N, 0° 59′ 28″ E / 42.6247173601073°N,0.991014293086856°E                                     |           |                                  | Modifica les dades a Wikidata |
|        | estany Negre de Cabanes          | Alt Àneu           | llac glacial             | Llarg: 476m Ample: 185m Superfície: 6.88ha                  | 42° 36′ 52″ N, 1° 01′ 30″ E / 42.614498684506°N,1.0249106310928°E Vall de Cabanes 2178 msnm              |           | Estany Negre de Cabanes          | Modifica les dades a Wikidata |
|        | estany Negre de Dalt             | Alt Àneu           | llac glacial             |                                                             | 42° 36′ 59″ N, 0° 59′ 18″ E / 42.6163141075877°N,0.988370540658422°E Vall de Gerber                      |           |                                  | Modifica les dades a Wikidata |
|        | estany Superior de Rosari        | Alt Àneu           | llac glacial             | Llarg: 237m Ample: 114m                                     | 42° 41′ 52″ N, 1° 01′ 33″ E / 42.6978501526757°N,1.02580770426886°E 2278 msnm                            |           | Estany Superior de Rosari        | Modifica les dades a Wikidata |
|        | estany d'Airoto                  | Alt Àneu           | llac glacial zona humida | Llarg: 720m Ample: 372m Superfície: 19ha Profunditat: 42m   | 42° 42′ 07″ N, 1° 02′ 17″ E / 42.701858°N,1.038073°E massís de Beret 2204 msnm                           |           | Estany d'Airoto                  | Modifica les dades a Wikidata |
|        | estany de Baix de Baciver        | Naut Aran Alt Àneu | llac glacial             | Llarg: 492m Ample: 155m Superfície: 5.5ha                   | 42° 41′ 50″ N, 0° 58′ 58″ E / 42.697182°N,0.982694°E Circ de Baciver 2125 msnm                           |           | Estany de Baix de Baciver        | Modifica les dades a Wikidata |
|        | estany de Bassiero               | Alt Àneu           | llac glacial             |                                                             | 42° 37′ 07″ N, 1° 00′ 23″ E / 42.618682078045°N,1.0064891428496°E                                        |           |                                  | Modifica les dades a Wikidata |
|        | estany de Dalt de Saboredo       | Alt Àneu           | llac glacial             | Llarg: 448m Ample: 270m                                     | 42° 36′ 36″ N, 0° 58′ 13″ E / 42.609939913733°N,0.9701947826173°E 2341 msnm                              |           | Estany de Dalt de Saboredo       | Modifica les dades a Wikidata |
|        | estany de Garrabea               | Alt Àneu           | llac glacial zona humida | Llarg: 443m Ample: 303m Superfície: 11ha                    | 42° 41′ 01″ N, 1° 00′ 51″ E / 42.683652397789°N,1.0141767665225°E Vall d'Àrreu massís de Beret 2166 msnm |           | Estany de Garrabea               | Modifica les dades a Wikidata |
|        | estany de Rosari d'Àrreu         | Alt Àneu           | llac glacial             | Llarg: 397m Ample: 166m Superfície: 5.15ha Profunditat: 19m | 42° 41′ 02″ N, 1° 01′ 49″ E / 42.68402°N,1.030335°E massís de Beret 1996 msnm                            |           | Estany de Rosari d'Àrreu         | Modifica les dades a Wikidata |
|        | estany de Xemeneia               | Alt Àneu           | llac glacial             |                                                             | 42° 36′ 50″ N, 1° 01′ 00″ E / 42.6138793593397°N,1.01657584171299°E                                      |           |                                  | Modifica les dades a Wikidata |
|        | estany de l'Illa                 | Alt Àneu           | llac glacial             |                                                             | 42° 37′ 02″ N, 0° 59′ 32″ E / 42.617105°N,0.99214°E 2452 msnm                                            |           |                                  | Modifica les dades a Wikidata |
|        | estany del Collet de Baciver     | Alt Àneu           | llac glacial             | Llarg: 203m Ample: 62m                                      | 42° 41′ 21″ N, 0° 59′ 51″ E / 42.6892266070142°N,0.997480544869781°E massís de Beret 2326 msnm           |           | Estany del Collet de Baciver     | Modifica les dades a Wikidata |
|        | estany del Port d'Aulà           | Alt Àneu           | llac glacial             |                                                             | 42° 46′ 08″ N, 1° 05′ 58″ E / 42.768846491028°N,1.0994568924078°E                                        |           |                                  | Modifica les dades a Wikidata |
|        | estany del Ras                   | Alt Àneu           | llac glacial             |                                                             | 42° 43′ 28″ N, 1° 02′ 34″ E / 42.7244262948286°N,1.04271137141001°E                                      |           | Estany del Ras                   | Modifica les dades a Wikidata |
|        | estanyet d'Escornacrabes         | Alt Àneu           | llac glacial             |                                                             | 42° 40′ 47″ N, 0° 59′ 19″ E / 42.679605266401°N,0.98867576940932°E                                       |           |                                  | Modifica les dades a Wikidata |
|        | estanyet de Clavera              | Alt Àneu           | llac glacial             |                                                             | 42° 46′ 45″ N, 1° 04′ 33″ E / 42.779259140022°N,1.0759120680695°E                                        |           | Estanyet de Clavera              | Modifica les dades a Wikidata |
|        | estanyet de Gerber de Baix       | Alt Àneu           | llac glacial             | Llarg: 159m Ample: 65m Superfície: 0.68ha                   | 42° 38′ 05″ N, 0° 59′ 59″ E / 42.634606°N,0.999639°E 2120 msnm                                           |           | Estanyet de Gerber de Baix       | Modifica les dades a Wikidata |
|        | estanyets de dalt de Marimanya   | Alt Àneu           | llac glacial             |                                                             | 42° 42′ 59″ N, 1° 01′ 31″ E / 42.716263763623°N,1.0253487752951°E                                        |           |                                  | Modifica les dades a Wikidata |
|        | estanyets del Cap del Port       | Alt Àneu           | llac glacial             |                                                             | 42° 39′ 51″ N, 0° 58′ 46″ E / 42.6641162888201°N,0.979313158126812°E 2063 msnm                           |           | Estanyets del Cap del Port       | Modifica les dades a Wikidata |
|        | estanyola de Gerber              | Alt Àneu           | llac glacial             |                                                             | 42° 38′ 29″ N, 1° 00′ 09″ E / 42.6412898731567°N,1.00250756578336°E Vall de Gerber 2021 msnm             |           | Estanyola de Gerber              | Modifica les dades a Wikidata |
|        | estanyola del Clot de Moredo     | Alt Àneu           | llac glacial             |                                                             | 42° 42′ 23″ N, 1° 03′ 12″ E / 42.7064368015849°N,1.05343567365919°E                                      |           |                                  | Modifica les dades a Wikidata |
|        | estanyoleta d'Airoto             | Alt Àneu           | llac glacial             |                                                             | 42° 41′ 23″ N, 1° 02′ 45″ E / 42.689598233062°N,1.0457247278707°E                                        |           |                                  | Modifica les dades a Wikidata |
|        | estanyoletes de Garrabea         | Alt Àneu           | llac glacial             |                                                             | 42° 40′ 45″ N, 1° 00′ 47″ E / 42.679131192568°N,1.0131003388357°E                                        |           | Estanyoletes de Garrabea         | Modifica les dades a Wikidata |
|        | estanys de Baciver               | Alt Àneu           | llac glacial             |                                                             | 42° 41′ 51″ N, 0° 59′ 52″ E / 42.697363°N,0.997863°E massís de Beret 2307 msnm                           |           | Estanys de Baciver               | Modifica les dades a Wikidata |
|        | estanys de Cabanes               | Alt Àneu           | llac glacial             |                                                             | 42° 36′ 45″ N, 1° 00′ 55″ E / 42.6124531488981°N,1.0153409845441°E                                       |           |                                  | Modifica les dades a Wikidata |
|        | estanys de Dalt de Baciver       | Alt Àneu           | llac glacial             |                                                             | 42° 42′ 11″ N, 0° 59′ 58″ E / 42.702952°N,0.999436°E Circ de Baciver massís de Beret 2313 msnm           |           | Estanys de Dalt de Baciver       | Modifica les dades a Wikidata |
|        | estanys dels Plans               | Alt Àneu           | llac glacial             |                                                             | 42° 42′ 16″ N, 1° 01′ 33″ E / 42.704563624994°N,1.0257197768161°E                                        |           |                                  | Modifica les dades a Wikidata |

## muntanya
| imatge | Nom                               | Ubicat a                                            | instància de    | Detalls | coordenades                                                                                           | Protecció | Commons (més fotos)      | Dades a WD                    |
| ------ | --------------------------------- | --------------------------------------------------- | --------------- | ------- | --- | --------- | ------------------------ | ----------------------------- |
|        | Agulla de Saboredo                | Alt Àneu                                            | muntanya        |         | 42° 36′ 45″ N, 0° 58′ 35″ E / 42.6124°N,0.97629444°E Circ de Saboredo 2686 msnm                       |           | Agulla de Saboredo       | Modifica les dades a Wikidata |
|        | Agulles de Saboredo               | Alt Àneu                                            | muntanya        |         | 42° 37′ 23″ N, 0° 58′ 32″ E / 42.62298889°N,0.97555°E 2628 msnm                                       |           | Agulles de Saboredo      | Modifica les dades a Wikidata |
|        | Bony de la Mina                   | Alt Àneu                                            | muntanya        |         | 42° 44′ 46″ N, 1° 03′ 33″ E / 42.7462°N,1.05916°E massís de Beret 2279 msnm                           |           | Bony de la Mina          | Modifica les dades a Wikidata |
|        | Bony de la Sovinyera              | Alt Àneu Esterri d'Àneu                             | muntanya        |         | 42° 36′ 20″ N, 1° 05′ 21″ E / 42.60549167°N,1.08919722°E 1845.8 msnm                                  |           |                          | Modifica les dades a Wikidata |
|        | Cap de Calbar                     | Esterri d'Àneu la Guingueta d'Àneu Alt Àneu         | muntanya        |         | 42° 38′ 45″ N, 1° 08′ 01″ E / 42.64571111°N,1.13372028°E 1894.9 msnm                                  |           |                          | Modifica les dades a Wikidata |
|        | Cap de Montgosso                  | Alt Àneu                                            | muntanya        |         | 42° 46′ 47″ N, 1° 02′ 32″ E / 42.7797°N,1.04219°E 2626.7 msnm                                         |           |                          | Modifica les dades a Wikidata |
|        | Cap de Vaquèira                   | Naut Aran Alt Àneu                                  | muntanya        |         | 42° 41′ 31″ N, 0° 58′ 27″ E / 42.69189722°N,0.97419444°E 2491 msnm                                    |           | Cap de Vaquèira          | Modifica les dades a Wikidata |
|        | Cap de la Pala del Tésol          | Alt Àneu                                            | muntanya        |         | 42° 36′ 53″ N, 1° 02′ 24″ E / 42.6148°N,1.04002°E Vall de Cabanes 2439 msnm                           |           | Cap de la Pala del Tésol | Modifica les dades a Wikidata |
|        | Cap de la Travessa                | Alt Àneu la Guingueta d'Àneu                        | muntanya        |         | 42° 39′ 58″ N, 1° 07′ 09″ E / 42.6662°N,1.11919°E 2203.3 msnm                                         |           |                          | Modifica les dades a Wikidata |
|        | Cap del Muntanyó d'Àrreu          | Alt Àneu                                            | muntanya        |         | 42° 40′ 51″ N, 0° 59′ 55″ E / 42.6807°N,0.99866389°E Vall d'Àrreu massís de Beret 2629 msnm           |           | Cap del Muntanyó d'Àrreu | Modifica les dades a Wikidata |
|        | Escòrnacrabes                     | Naut Aran Alt Àneu                                  | muntanya carena |         | 42° 41′ 02″ N, 0° 59′ 12″ E / 42.68391556°N,0.98653889°E massís de Beret 2613 msnm                    |           | Escòrnacrabes            | Modifica les dades a Wikidata |
|        | Estanyardo                        | Alt Àneu la Guingueta d'Àneu                        | muntanya        |         | 42° 41′ 06″ N, 1° 08′ 21″ E / 42.68491667°N,1.13928611°E 2625.4 msnm                                  |           |                          | Modifica les dades a Wikidata |
|        | Lo Calvari                        | Alt Àneu                                            | muntanya        |         | 42° 37′ 47″ N, 1° 06′ 00″ E / 42.62960556°N,1.099925°E 1562.3 msnm                                    |           |                          | Modifica les dades a Wikidata |
|        | Lo Faro                           | Alt Àneu                                            | muntanya        |         | 42° 40′ 49″ N, 1° 03′ 31″ E / 42.6803°N,1.05866°E massís de Beret 2109 msnm                           |           | Lo Faro (Alt Àneu)       | Modifica les dades a Wikidata |
|        | Los Tres Puis                     | Alt Àneu                                            | muntanya        |         | 42° 36′ 50″ N, 0° 59′ 53″ E / 42.61377°N,0.998154°E Vall de Gerber 2824 msnm                          |           | Los Tres Puis            | Modifica les dades a Wikidata |
|        | Mont-roig                         | Alt Àneu Lladorre la Guingueta d'Àneu Coflens       | muntanya        |         | 42° 42′ 39″ N, 1° 10′ 36″ E / 42.7108°N,1.1768°E 2864 msnm                                            |           | Mont-roig (Alt Àneu)     | Modifica les dades a Wikidata |
|        | Montsaliente                      | Espot Alt Àneu                                      | muntanya        |         | 42° 36′ 11″ N, 1° 00′ 31″ E / 42.603103°N,1.008688°E 2890 msnm                                        |           | Montsaliente             | Modifica les dades a Wikidata |
|        | Penya del Pont                    | Alt Àneu                                            | muntanya        |         | 42° 40′ 20″ N, 1° 04′ 59″ E / 42.67216944°N,1.08311944°E 1200 msnm                                    |           |                          | Modifica les dades a Wikidata |
|        | Pic d'Amitges                     | Espot Alt Àneu                                      | muntanya        |         | 42° 36′ 33″ N, 0° 59′ 12″ E / 42.6091°N,0.986767°E Vall de Gerber vall de Ratera 2848 msnm            |           | Pic d'Amitges            | Modifica les dades a Wikidata |
|        | Pic d'Àtics                       | Alt Àneu                                            | muntanya        |         | 42° 41′ 58″ N, 1° 08′ 20″ E / 42.69934722°N,1.13902222°E 2554.5 msnm                                  |           |                          | Modifica les dades a Wikidata |
|        | Pic de Barbeguer                  | Alt Àneu                                            | muntanya        |         | 42° 45′ 49″ N, 1° 07′ 10″ E / 42.7635°N,1.11933°E 2481.5 msnm                                         |           |                          | Modifica les dades a Wikidata |
|        | Pic de Bassiero                   | Alt Àneu                                            | muntanya        |         | 42° 43′ 27″ N, 1° 08′ 26″ E / 42.72425278°N,1.14053889°E 2543.3 msnm                                  |           |                          | Modifica les dades a Wikidata |
|        | Pic de Cernalles                  | Alt Àneu                                            | muntanya        |         | 42° 47′ 01″ N, 1° 03′ 34″ E / 42.78357194°N,1.05936944°E 2584.2 msnm                                  |           |                          | Modifica les dades a Wikidata |
|        | Pic de Clavera                    | Alt Àneu Eras Bòrdas de Les Eras Bòrdas e Shoantenh | muntanya        |         | 42° 47′ 16″ N, 1° 04′ 36″ E / 42.7877860028°N,1.07672157012°E 2721 msnm                               |           | Pic de Clavera           | Modifica les dades a Wikidata |
|        | Pic de Gel                        | Alt Àneu Coflens                                    | muntanya        |         | 42° 43′ 44″ N, 1° 08′ 00″ E / 42.7289°N,1.1332°E 2499 msnm                                            |           | Pic de Gel               | Modifica les dades a Wikidata |
|        | Pic de Locampo                    | Alt Àneu                                            | muntanya        |         | 42° 37′ 42″ N, 0° 58′ 41″ E / 42.6284°N,0.978019°E 2656 msnm                                          |           |                          | Modifica les dades a Wikidata |
|        | Pic de Marimanya                  | Naut Aran Alt Àneu                                  | muntanya        |         | 42° 42′ 33″ N, 1° 00′ 44″ E / 42.709242624°N,1.01233231492°E 2679 2679.2 msnm                         |           | Tuc de Marimanha         | Modifica les dades a Wikidata |
|        | Pic de Montalt                    | Alt Àneu Coflens                                    | muntanya        |         | 42° 45′ 01″ N, 1° 07′ 58″ E / 42.750379°N,1.132836°E 2496 msnm                                        |           |                          | Modifica les dades a Wikidata |
|        | Pic de Moredo                     | Alt Àneu                                            | muntanya        |         | 42° 43′ 08″ N, 1° 03′ 00″ E / 42.718939301°N,1.04993056374°E 2766 msnm                                |           | Pic de Moredo            | Modifica les dades a Wikidata |
|        | Pic de Mostiri                    | Alt Àneu                                            | muntanya        |         | 42° 42′ 42″ N, 1° 09′ 41″ E / 42.71166667°N,1.16142778°E 2572.3 msnm                                  |           |                          | Modifica les dades a Wikidata |
|        | Pic de Mulats                     | Alt Àneu                                            | muntanya        |         | 42° 43′ 01″ N, 1° 09′ 09″ E / 42.71684333°N,1.15242972°E 2560.9 msnm                                  |           |                          | Modifica les dades a Wikidata |
|        | Pic de Muntanyol                  | Alt Àneu                                            | muntanya        |         | 42° 45′ 20″ N, 1° 07′ 41″ E / 42.75568333°N,1.12799722°E 2458.9 msnm                                  |           |                          | Modifica les dades a Wikidata |
|        | Pic de Pilàs                      | Alt Àneu la Guingueta d'Àneu                        | muntanya        |         | 42° 40′ 58″ N, 1° 07′ 53″ E / 42.6828291223°N,1.13150733611°E 2656 msnm                               |           | Pic de Pilàs             | Modifica les dades a Wikidata |
|        | Pic de Portavera                  | Alt Àneu                                            | muntanya        |         | 42° 44′ 33″ N, 1° 07′ 52″ E / 42.7425°N,1.13116°E 2255.5 msnm                                         |           |                          | Modifica les dades a Wikidata |
|        | Pic de Quartiules                 | Espot Esterri d'Àneu Alt Àneu                       | muntanya        |         | 42° 35′ 40″ N, 1° 04′ 51″ E / 42.5945°N,1.08082°E 2226.1 msnm                                         |           |                          | Modifica les dades a Wikidata |
|        | Pic de Qüenca                     | Alt Àneu                                            | muntanya        |         | 42° 41′ 59″ N, 1° 03′ 15″ E / 42.699814°N,1.054304°E 2639 msnm                                        |           | Pic de Qüenca            | Modifica les dades a Wikidata |
|        | Pic de Rosari                     | Alt Àneu                                            | muntanya        |         | 42° 41′ 48″ N, 1° 00′ 30″ E / 42.6966°N,1.00847°E massís de Beret Circ de Baciver 2608 msnm           |           | Pic de Rosari            | Modifica les dades a Wikidata |
|        | Pic de Rosari de Baciver          | Naut Aran Alt Àneu                                  | muntanya        |         | 42° 42′ 33″ N, 1° 01′ 15″ E / 42.70913333°N,1.02085°E massís de Beret 2617 msnm                       |           | Pic de Rosari de Baciver | Modifica les dades a Wikidata |
|        | Pic de Saboredo                   | Espot Alt Àneu                                      | muntanya        |         | 42° 36′ 28″ N, 0° 58′ 52″ E / 42.607902°N,0.981018°E 2830 msnm                                        |           | Pic de Saboredo          | Modifica les dades a Wikidata |
|        | Pic de Sarredo                    | Alt Àneu la Guingueta d'Àneu                        | muntanya        |         | 42° 40′ 25″ N, 1° 07′ 32″ E / 42.67359444°N,1.12544444°E 2448.7 msnm                                  |           |                          | Modifica les dades a Wikidata |
|        | Pic de Serós                      | Alt Àneu                                            | muntanya        |         | 42° 37′ 45″ N, 0° 58′ 56″ E / 42.62929167°N,0.98227222°E Vall de Gerber 263.2 msnm                    |           | Pic de Serós             | Modifica les dades a Wikidata |
|        | Pic de Vinyals                    | Alt Àneu                                            | muntanya        |         | 42° 45′ 56″ N, 1° 06′ 34″ E / 42.76568611°N,1.10931944°E 2398.2 msnm                                  |           |                          | Modifica les dades a Wikidata |
|        | Pic de la Peguilla                | Alt Àneu                                            | muntanya        |         | 42° 44′ 09″ N, 1° 08′ 06″ E / 42.73595°N,1.13506083°E 2263.6 msnm                                     |           |                          | Modifica les dades a Wikidata |
|        | Pic de la Plana                   | Alt Àneu                                            | muntanya        |         | 42° 39′ 42″ N, 1° 02′ 12″ E / 42.661582°N,1.036675°E 2493 msnm                                        |           |                          | Modifica les dades a Wikidata |
|        | Pic del Muntanyó                  | Alt Àneu                                            | muntanya        |         | 42° 39′ 17″ N, 1° 02′ 03″ E / 42.65461111°N,1.0342675°E 2453.9 msnm                                   |           |                          | Modifica les dades a Wikidata |
|        | Pic des Miques                    | Alt Àneu                                            | muntanya        |         | 42° 43′ 40″ N, 1° 04′ 22″ E / 42.7278°N,1.07282°E 2491.8 msnm                                         |           |                          | Modifica les dades a Wikidata |
|        | Pics de Bassiero                  | Espot Alt Àneu                                      | muntanya        |         | 42° 36′ 24″ N, 0° 59′ 43″ E / 42.6066752263°N,0.995373452004°E 2903 msnm                              |           | Pics de Bassiero         | Modifica les dades a Wikidata |
|        | Pui Pla                           | Espot Alt Àneu                                      | muntanya        |         | 42° 35′ 44″ N, 1° 00′ 23″ E / 42.5956°N,1.00639°E vall de Ratera 2831 msnm                            |           | Pui Pla                  | Modifica les dades a Wikidata |
|        | Pui Redó                          | Alt Àneu la Guingueta d'Àneu                        | muntanya        |         | 42° 39′ 59″ N, 1° 07′ 16″ E / 42.66649444°N,1.12119167°E 2202.4 msnm                                  |           |                          | Modifica les dades a Wikidata |
|        | Pui de la Bonaigua                | Alt Àneu                                            | muntanya        |         | 42° 37′ 38″ N, 1° 01′ 10″ E / 42.627196°N,1.019481°E 2778 msnm                                        |           | Pui de la Bonaigua       | Modifica les dades a Wikidata |
|        | Pui de les Ares                   | Alt Àneu                                            | muntanya        |         | 42° 37′ 58″ N, 1° 00′ 41″ E / 42.63273889°N,1.01135833°E Vall de la Bonaigua Vall de Gerber 2611 msnm |           | Pui de les Ares          | Modifica les dades a Wikidata |
|        | Puis de Gerber                    | Alt Àneu                                            | muntanya        |         | 42° 37′ 05″ N, 0° 58′ 58″ E / 42.61793806°N,0.98288333°E Vall de Gerber Circ de Saboredo 2738 msnm    |           | Puis de Gerber           | Modifica les dades a Wikidata |
|        | Tossal de la Cabana dels Caçadors | Alt Àneu                                            | muntanya        |         | 42° 37′ 37″ N, 1° 04′ 28″ E / 42.62682778°N,1.07446111°E 1943 msnm                                    |           |                          | Modifica les dades a Wikidata |
|        | Tossal de la Llosa                | Alt Àneu                                            | muntanya        |         | 42° 40′ 00″ N, 1° 05′ 47″ E / 42.66679611°N,1.09645278°E 1968.1 msnm                                  |           |                          | Modifica les dades a Wikidata |
|        | Tres Puis                         | Alt Àneu                                            | muntanya        |         | 42° 38′ 29″ N, 0° 59′ 21″ E / 42.64130556°N,0.98914444°E Vall de la Bonaigua 2531 msnm                |           | Tres Puis                | Modifica les dades a Wikidata |
|        | Tuc Blanc                         | Alt Àneu                                            | muntanya        |         | 42° 47′ 10″ N, 1° 02′ 38″ E / 42.7862°N,1.04399°E 2591.1 msnm                                         |           |                          | Modifica les dades a Wikidata |
|        | Tuc de Bonabé                     | Alt Àneu                                            | muntanya        |         | 42° 42′ 48″ N, 1° 02′ 17″ E / 42.713278°N,1.038°E massís de Beret 2723 msnm                           |           | Tuc de Bonabé            | Modifica les dades a Wikidata |
|        | Tuc de la Cigalera                | Alt Àneu                                            | muntanya        |         | 42° 40′ 17″ N, 0° 59′ 40″ E / 42.67139444°N,0.994325°E Vall d'Àrreu massís de Beret 2497 msnm         |           | Tuc de la Cigalera       | Modifica les dades a Wikidata |
|        | Tuc de la Llança                  | Alt Àneu                                            | muntanya        |         | 42° 41′ 03″ N, 0° 59′ 26″ E / 42.6840617618°N,0.990518362006°E 2659 msnm                              |           | Tuc dera Lança           | Modifica les dades a Wikidata |
|        | el Cap de Comials                 | Alt Àneu                                            | muntanya        |         | 42° 39′ 24″ N, 1° 01′ 22″ E / 42.6566°N,1.02278°E massís de Beret 2441 msnm                           |           | El Cap de Comials        | Modifica les dades a Wikidata |
|        | lo Tésol                          | Alt Àneu                                            | muntanya        |         | 42° 36′ 30″ N, 1° 02′ 21″ E / 42.6083714427°N,1.03925511174°E Vall de Cabanes 2700 msnm               |           | Lo Tésol                 | Modifica les dades a Wikidata |
|        | pic de Xemeneies                  | Alt Àneu                                            | muntanya        |         | 42° 37′ 18″ N, 1° 00′ 25″ E / 42.621734°N,1.006837°E Vall de Gerber Vall de Cabanes 2828 msnm         |           | Pic de Xemeneies         | Modifica les dades a Wikidata |

## pont
| imatge | Nom                   | Ubicat a    | instància de | Detalls                                                                                    | coordenades                                                                     | Protecció                                  | Commons (més fotos) | Dades a WD                    |
| ------ | --------------------- | ----------- | ------------ | ------------------------------------------------------------------------------------------ | ------------------------------------------------------------------------------- | ------------------------------------------ | ------------------- | ----------------------------- |
|        | Pont Nou              | Alt Àneu    | pont         | Travessa: Noguera Pallaresa                                                                | 42° 43′ 22″ N, 1° 06′ 40″ E / 42.7227279253844°N,1.11101296459177°E             |                                            |                     | Modifica les dades a Wikidata |
|        | Pont d'Alós           | Alós d'Isil | pont         | Estil: arquitectura romànica Travessa: Noguera Pallaresa Llarg: 28.4m Llum: 8m Ample: 3.9m | 42° 42′ 00″ N, 1° 05′ 57″ E / 42.69999°N,1.099181°E Noguera Pallaresa 1261 msnm | bé integrant del patrimoni cultural català | Pont d'Alós         | Modifica les dades a Wikidata |
|        | Pont d'Isavarre       | Isavarre    | pont         | Estil: arquitectura popular Travessa: Noguera Pallaresa Llarg: 20m Ample: 3.6m             | 42° 38′ 58″ N, 1° 05′ 49″ E / 42.649439°N,1.096829°E 1053.4 msnm                | bé integrant del patrimoni cultural català |                     | Modifica les dades a Wikidata |
|        | Pont d'Isil           | Isil        | pont         | Estil: arquitectura romànica Travessa: Noguera Pallaresa Llarg: 6.9m Ample: 3.9m           | 42° 40′ 44″ N, 1° 05′ 10″ E / 42.67894°N,1.086001°E 1137 msnm                   | bé integrant del patrimoni cultural català | Pont d'Isil         | Modifica les dades a Wikidata |
|        | Pont d'Àrreu          | Alt Àneu    | pont         | Estil: arquitectura popular Travessa: Noguera Pallaresa Llarg: 14m Llum: 6m Ample: 3.1m    | 42° 39′ 47″ N, 1° 04′ 51″ E / 42.6631°N,1.08083°E                               | bé cultural d'interès local                | Pont d'Àrreu        | Modifica les dades a Wikidata |
|        | Pont de Marimanya     | Alt Àneu    | pont         |                                                                                            | 42° 45′ 25″ N, 1° 01′ 50″ E / 42.756917163029°N,1.03066627039604°E              |                                            |                     | Modifica les dades a Wikidata |
|        | Pont de Montgosso     | Alt Àneu    | pont         | Travessa: Noguera Pallaresa                                                                | 42° 45′ 37″ N, 1° 03′ 05″ E / 42.7602521526083°N,1.05137247375417°E             |                                            |                     | Modifica les dades a Wikidata |
|        | Pont de Perosa        | Alt Àneu    | pont         | Travessa: Noguera Pallaresa                                                                | 42° 45′ 11″ N, 1° 05′ 05″ E / 42.7530702060414°N,1.08469967219375°E             |                                            |                     | Modifica les dades a Wikidata |
|        | Pont de Pina          | Alt Àneu    | pont         | Travessa: Noguera Pallaresa                                                                | 42° 42′ 51″ N, 1° 06′ 58″ E / 42.7142941603569°N,1.11617796487743°E             |                                            |                     | Modifica les dades a Wikidata |
|        | Pont de l'Escala Alta | Alt Àneu    | pont         | Travessa: Noguera Pallaresa                                                                | 42° 44′ 06″ N, 1° 06′ 24″ E / 42.7351018283412°N,1.10670383720659°E             |                                            |                     | Modifica les dades a Wikidata |
|        | Pont de la Bigarroia  | Alt Àneu    | pont         |                                                                                            | 42° 40′ 39″ N, 1° 02′ 38″ E / 42.6775751382405°N,1.04391447900958°E             |                                            |                     | Modifica les dades a Wikidata |
|        | Pont de la Bonaigua   | Alt Àneu    | pont         |                                                                                            | 42° 38′ 22″ N, 1° 02′ 14″ E / 42.6393883146928°N,1.03731761331653°E             |                                            |                     | Modifica les dades a Wikidata |
|        | Pont de la Mola       | Alt Àneu    | pont         |                                                                                            | 42° 38′ 36″ N, 1° 04′ 47″ E / 42.6433411910919°N,1.0797879596646°E              |                                            |                     | Modifica les dades a Wikidata |
|        | Pont de la Molina     | Alt Àneu    | pont         |                                                                                            | 42° 38′ 12″ N, 1° 06′ 30″ E / 42.6366473707384°N,1.10828970981383°E             |                                            |                     | Modifica les dades a Wikidata |
|        | Pont de la Serradora  | Alt Àneu    | pont         |                                                                                            | 42° 39′ 49″ N, 1° 04′ 02″ E / 42.663716832264°N,1.06728847074825°E              |                                            |                     | Modifica les dades a Wikidata |

## refugi de muntanya
| imatge | Nom                       | Ubicat a | instància de       | Detalls                                       | coordenades | Protecció | Commons (més fotos)       | Dades a WD                    |
| ------ | ------------------------- | -------- | ------------------ | --------------------------------------------- | --- | --------- | ------------------------- | ----------------------------- |
|        | refugi d'Airoto           | Alt Àneu | refugi de muntanya | 1991-10-06                                    | 42° 41′ 48″ N, 1° 02′ 31″ E / 42.6967°N,1.04194°E ca:A l'extrem sud de l'estany d'Airoto 2194 msnm                             |           | Refugi d'Airoto           | Modifica les dades a Wikidata |
|        | refugi de Saboredo        | Alt Àneu | refugi de muntanya | 1969-08-16 Hi passa: Carros de foc (travessa) | 42° 37′ 16″ N, 0° 57′ 48″ E / 42.62105278°N,0.96326389°E ca:Al nord-est de l'estany de Baix 2298 2310 msnm                     |           | Refugi de Saboredo        | Modifica les dades a Wikidata |
|        | refugi de les Ares        | Alt Àneu | refugi de muntanya |                                               | 42° 38′ 52″ N, 1° 00′ 25″ E / 42.647866°N,1.006897°E port de la Bonaigua 1769 msnm                                             |           | Refugi de les Ares        | Modifica les dades a Wikidata |
|        | refugi del Fornet         | Alt Àneu | refugi de muntanya | 1980                                          | 42° 43′ 33″ N, 1° 06′ 26″ E / 42.72573611°N,1.10722222°E ca:A 4 km d'Isil (pista a Montgarri) 1375 msnm                        |           | Refugi del Fornet         | Modifica les dades a Wikidata |
|        | refugi del Gerdar         | Alt Àneu | refugi de muntanya |                                               | 42° 38′ 15″ N, 1° 02′ 22″ E / 42.6375°N,1.03944444°E ca:Carretera C-142z, km 11,8, a l'entrada de la vall de Cabanes 1458 msnm |           | Refugi del Gerdar         | Modifica les dades a Wikidata |
|        | refugi del Pla de la Font | Alt Àneu | refugi de muntanya |                                               | 42° 35′ 51″ N, 1° 04′ 22″ E / 42.5975°N,1.07278°E ca:Al vessant nord del coll de Fogueruix 2016 msnm                           |           | Refugi del Pla de la Font | Modifica les dades a Wikidata |

## serra
| imatge | Nom                            | Ubicat a                     | instància de | Detalls | coordenades                                                                                     | Protecció | Commons (més fotos) | Dades a WD                    |
| ------ | ------------------------------ | ---------------------------- | ------------ | ------- | ----------------------------------------------------------------------------------------------- | --------- | ------------------- | ----------------------------- |
|        | Castell Renau                  | Alt Àneu                     | serra        |         | 42° 37′ 40″ N, 1° 03′ 40″ E / 42.62769444°N,1.0612°E 1991.6 msnm                                |           |                     | Modifica les dades a Wikidata |
|        | Els Moscaders de Montgosso     | Alt Àneu                     | serra        |         | 42° 46′ 03″ N, 1° 02′ 41″ E / 42.7676225°N,1.04459444°E 2349.6 msnm                             |           |                     | Modifica les dades a Wikidata |
|        | Les Cunyes d'Aulà              | Alt Àneu                     | serra        |         | 42° 46′ 21″ N, 1° 06′ 08″ E / 42.772625°N,1.10216806°E 2504.5 msnm                              |           |                     | Modifica les dades a Wikidata |
|        | Les Muntanyoles                | Alt Àneu                     | serra        |         | 42° 46′ 50″ N, 1° 05′ 07″ E / 42.7805°N,1.08535°E 2555.8 msnm                                   |           |                     | Modifica les dades a Wikidata |
|        | Les Roies                      | Alt Àneu                     | serra        |         | 42° 38′ 59″ N, 1° 02′ 59″ E / 42.6498°N,1.04985°E 2189.2 msnm                                   |           |                     | Modifica les dades a Wikidata |
|        | Rocablanca (Alt Àneu)          | Alt Àneu                     | serra        |         | 42° 42′ 52″ N, 1° 03′ 12″ E / 42.71455278°N,1.05335°E 2765.9 msnm                               |           |                     | Modifica les dades a Wikidata |
|        | Serra Obaga                    | Alt Àneu la Guingueta d'Àneu | serra        |         | 42° 39′ 27″ N, 1° 07′ 27″ E / 42.6574°N,1.12424°E 2203.3 msnm                                   |           |                     | Modifica les dades a Wikidata |
|        | Serra d'Estanyardo             | Alt Àneu                     | serra        |         | 42° 41′ 19″ N, 1° 07′ 46″ E / 42.68874167°N,1.12948056°E 2652.3 msnm                            |           |                     | Modifica les dades a Wikidata |
|        | Serra d'Àtics                  | Alt Àneu                     | serra        |         | 42° 41′ 57″ N, 1° 07′ 33″ E / 42.69904444°N,1.12571944°E 2486.3 msnm                            |           |                     | Modifica les dades a Wikidata |
|        | Serra de Baciverols            | Alt Àneu                     | serra        |         | 42° 41′ 33″ N, 1° 00′ 16″ E / 42.692557°N,1.004365°E massís de Beret                            |           | Serra de Baciverols | Modifica les dades a Wikidata |
|        | Serra de Comabiera             | Alt Àneu                     | serra        |         | 42° 43′ 23″ N, 1° 03′ 55″ E / 42.72316389°N,1.06539167°E 2491.8 msnm                            |           |                     | Modifica les dades a Wikidata |
|        | Serra de Montgosso             | Alt Àneu                     | serra        |         | 42° 46′ 19″ N, 1° 02′ 11″ E / 42.77199444°N,1.03646389°E 2626.7 msnm                            |           |                     | Modifica les dades a Wikidata |
|        | Serra de Pilàs                 | Alt Àneu la Guingueta d'Àneu | serra        |         | 42° 41′ 06″ N, 1° 08′ 21″ E / 42.68493472°N,1.13928611°E 2625.4 msnm                            |           |                     | Modifica les dades a Wikidata |
|        | Serra de Raspamala             | Alt Àneu                     | serra        |         | 42° 46′ 30″ N, 1° 03′ 05″ E / 42.7749°N,1.0515°E 2678.3 msnm                                    |           |                     | Modifica les dades a Wikidata |
|        | Serra de Saboredo              | Alt Àneu Espot               | serra        |         | 42° 36′ 19″ N, 0° 58′ 20″ E / 42.60531944°N,0.97209722°E                                        |           | Serra de Saboredo   | Modifica les dades a Wikidata |
|        | Serra de la Tinta              | Alt Àneu                     | serra        |         | 42° 46′ 02″ N, 1° 05′ 26″ E / 42.76726778°N,1.09054722°E 2533.5 msnm                            |           |                     | Modifica les dades a Wikidata |
|        | Serra de les Agudes            | Alt Àneu Espot               | serra        |         | 42° 35′ 47″ N, 1° 01′ 28″ E / 42.596455°N,1.024331°E 2714 msnm                                  |           | Serra de les Agudes | Modifica les dades a Wikidata |
|        | Serra del Pago                 | Alt Àneu                     | serra        |         | 42° 35′ 46″ N, 1° 03′ 39″ E / 42.59599722°N,1.06083056°E 2255 msnm                              |           |                     | Modifica les dades a Wikidata |
|        | Serra del Ras                  | Alt Àneu                     | serra        |         | 42° 43′ 56″ N, 1° 03′ 13″ E / 42.73221389°N,1.05368333°E 2419.8 msnm                            |           |                     | Modifica les dades a Wikidata |
|        | Serrat d'Aubinses              | Alt Àneu                     | serra        |         | 42° 41′ 41″ N, 1° 06′ 36″ E / 42.6948°N,1.10991°E 1900 msnm                                     |           |                     | Modifica les dades a Wikidata |
|        | Serrat d'Escala Grau           | Alt Àneu                     | serra        |         | 42° 41′ 56″ N, 1° 04′ 51″ E / 42.69897778°N,1.08091111°E 2093.2 msnm                            |           |                     | Modifica les dades a Wikidata |
|        | Serrat de Clavera              | Alt Àneu                     | serra        |         | 42° 46′ 10″ N, 1° 04′ 50″ E / 42.76940056°N,1.08050278°E 2431.1 msnm                            |           |                     | Modifica les dades a Wikidata |
|        | Serrat de Garrabea             | Alt Àneu                     | serra        |         | 42° 40′ 33″ N, 1° 00′ 46″ E / 42.6758°N,1.01274°E Vall d'Àrreu massís de Beret 2447 msnm        |           | Serrat de Garrabea  | Modifica les dades a Wikidata |
|        | Serrat de Giroles              | Alt Àneu                     | serra        |         | 42° 38′ 42″ N, 1° 05′ 38″ E / 42.645°N,1.09386°E 1275.9 msnm                                    |           |                     | Modifica les dades a Wikidata |
|        | Serrat de Marcolís             | Alt Àneu                     | serra        |         | 42° 36′ 41″ N, 1° 05′ 49″ E / 42.6115°N,1.097°E 1845.5 msnm                                     |           |                     | Modifica les dades a Wikidata |
|        | Serrat de Puiolo               | Alt Àneu                     | serra        |         | 42° 41′ 05″ N, 1° 06′ 29″ E / 42.68469333°N,1.10815833°E 2652.3 msnm                            |           |                     | Modifica les dades a Wikidata |
|        | Serrat de Sant Joan (Alt Àneu) | Alt Àneu                     | serra        |         | 42° 40′ 43″ N, 1° 04′ 27″ E / 42.67867778°N,1.07421111°E                                        |           |                     | Modifica les dades a Wikidata |
|        | Serrat del Broncal             | Alt Àneu                     | serra        |         | 42° 39′ 26″ N, 1° 06′ 30″ E / 42.65720833°N,1.10829167°E 2202.4 msnm                            |           |                     | Modifica les dades a Wikidata |
|        | Serrat dels Gossos             | Alt Àneu                     | serra        |         | 42° 45′ 21″ N, 1° 07′ 04″ E / 42.7557°N,1.1178°E 1492.6 msnm                                    |           |                     | Modifica les dades a Wikidata |
|        | Serrat dels Plans              | Alt Àneu                     | serra        |         | 42° 41′ 25″ N, 1° 02′ 07″ E / 42.69025278°N,1.03517111°E Vall d'Àrreu massís de Beret 2459 msnm |           | Serrat dels Plans   | Modifica les dades a Wikidata |

## vall glacial
| imatge | Nom                 | Ubicat a | instància de | Detalls | coordenades                                                          | Protecció | Commons (més fotos) | Dades a WD                    |
| ------ | ------------------- | -------- | ------------ | ------- | -------------------------------------------------------------------- | --------- | ------------------- | ----------------------------- |
|        | Vall d'Àrreu        | Alt Àneu | vall glacial |         | 42° 40′ 39″ N, 1° 02′ 37″ E / 42.677379°N,1.043728°E massís de Beret |           | Vall d'Àrreu        | Modifica les dades a Wikidata |
|        | Vall de Cabanes     | Alt Àneu | vall glacial |         | 42° 37′ 03″ N, 1° 01′ 56″ E / 42.61761°N,1.032348°E                  |           | Vall de Cabanes     | Modifica les dades a Wikidata |
|        | Vall de Gerber      | Alt Àneu | vall glacial |         | 42° 37′ 38″ N, 0° 59′ 41″ E / 42.627335°N,0.994672°E Vall d'Àneu     |           | Vall de Gerber      | Modifica les dades a Wikidata |
|        | Vall de la Bonaigua | Alt Àneu | vall glacial |         | 42° 38′ 48″ N, 1° 00′ 39″ E / 42.646549°N,1.010864°E Vall d'Àneu     |           | Vall de la Bonaigua | Modifica les dades a Wikidata |

## vèrtex geodèsic
| imatge | Nom     | Ubicat a | instància de    | Detalls    | coordenades                                                        | Protecció | Commons (més fotos) | Dades a WD                    |
| ------ | ------- | -------- | --------------- | ---------- | ------------------------------------------------------------------ | --------- | ------------------- | ----------------------------- |
|        | Argulls | Alt Àneu | vèrtex geodèsic | Alt: 1.2m  | 42° 41′ 03″ N, 0° 59′ 26″ E / 42.684052°N,0.990517°E 2658.322 msnm |           |                     | Modifica les dades a Wikidata |
|        | Tesso   | Alt Àneu | vèrtex geodèsic | Alt: 1.13m | 42° 36′ 30″ N, 1° 02′ 21″ E / 42.608365°N,1.039267°E 2699.835 msnm |           |                     | Modifica les dades a Wikidata |

## Misc
| imatge | Nom                                                     | Ubicat a           | instància de                                                       | Detalls                                         | coordenades                                                                            | Protecció                                            | Commons (més fotos) | Dades a WD                    |
| ------ | ------------------------------------------------------- | ------------------ | ------------------------------------------------------------------ | ----------------------------------------------- | -------------------------------------------------------------------------------------- | ---------------------------------------------------- | ------------------- | ----------------------------- |
|        | Bonabé                                                  | Alt Àneu           | estació d'esquí                                                    |                                                 | 42° 45′ 22″ N, 1° 04′ 52″ E / 42.75611111111111°N,1.0811111111111111°E                 |                                                      |                     | Modifica les dades a Wikidata |
|        | Circ de Saboredo                                        | Naut Aran Alt Àneu | circ glaciar                                                       | Superfície: 6.5km²                              | 42° 36′ 40″ N, 0° 58′ 02″ E / 42.611096°N,0.967286°E 2350 msnm                         |                                                      | Circ de Saboredo    | Modifica les dades a Wikidata |
|        | Dintell a un mur de Borén                               | Alt Àneu           | llinda                                                             | Estil: arquitectura gòtica                      | 42° 39′ 36″ N, 1° 04′ 54″ E / 42.659877°N,1.08165°E                                    | bé integrant del patrimoni cultural català           |                     | Modifica les dades a Wikidata |
|        | Estanys i molleres d'Àrreu: Rosari i de Muntanyó o Pudo | Alt Àneu           | zona humida                                                        | Superfície: 559.87ha                            | 42° 40′ 40″ N, 1° 01′ 07″ E / 42.6778°N,1.0185°E                                       |                                                      |                     | Modifica les dades a Wikidata |
|        | Isil i Alós                                             | Alt Àneu           | entitat municipal descentralitzada                                 | 103 hab                                         | 42° 41′ 23″ N, 1° 05′ 35″ E / 42.689736°N,1.093097°E                                   |                                                      |                     | Modifica les dades a Wikidata |
|        | Mata de València                                        | Alt Àneu           | bosc                                                               | Taxon: avet (Abies)                             | 42° 38′ 01″ N, 1° 04′ 20″ E / 42.633579°N,1.072194°E 1300 msnm                         |                                                      | Mata de València    | Modifica les dades a Wikidata |
|        | Torre de Son                                            | Alt Àneu           | torre de defensa                                                   | Estil: arquitectura popular 14th century        | 42° 37′ 15″ N, 1° 05′ 48″ E / 42.6208°N,1.0967°E ca:Carrer de Sant Pere, Son 1389 msnm | bé d'interès cultural bé cultural d'interès nacional | Torre de Son        | Modifica les dades a Wikidata |
|        | Vall d'Àneu                                             | Alt Àneu           | vall                                                               |                                                 | 42° 37′ 48″ N, 1° 07′ 28″ E / 42.63°N,1.12444444°E Pirineus                            |                                                      | Vall d'Àneu         | Modifica les dades a Wikidata |
|        | casa consistorial d'Alt Àneu                            | Alt Àneu           | casa consistorial                                                  |                                                 | 42° 38′ 03″ N, 1° 06′ 38″ E / 42.6342326°N,1.110471°E                                  |                                                      |                     | Modifica les dades a Wikidata |
|        | la Granja                                               | Alt Àneu           | granja                                                             |                                                 | 42° 39′ 11″ N, 1° 05′ 28″ E / 42.6531585221437°N,1.09119758934572°E                    |                                                      |                     | Modifica les dades a Wikidata |
|        | marge 111                                               | Alt Àneu           | marge                                                              | Estat: bon estat                                | 42° 39′ 19″ N, 1° 05′ 06″ E / 42.655259844006°N,1.0849112380455°E                      |                                                      |                     | Modifica les dades a Wikidata |
|        | massís de Beret                                         | Naut Aran Alt Àneu | massís                                                             |                                                 | 42° 42′ 25″ N, 1° 01′ 45″ E / 42.707031°N,1.02921°E 2766 msnm                          |                                                      | Massís de Beret     | Modifica les dades a Wikidata |
|        | pantà de Borén                                          | Alt Àneu           | embassament                                                        | Superfície: 11.2ha Volum: 0.86hm³ Conca: 203km² | 42° 39′ 14″ N, 1° 05′ 20″ E / 42.65400278°N,1.08886944°E 1096 msnm                     |                                                      | Pantà de Borén      | Modifica les dades a Wikidata |
|        | presa de Borén                                          | Alt Àneu           | presa de gravetat Ús: energia hidroelèctrica regadiu aigua potable | Llarg: 98m Alt: 33.5m Volum: 12350m³            | 42° 39′ 14″ N, 1° 05′ 20″ E / 42.654°N,1.0888694444444°E 1098 1064 msnm                |                                                      | Borén dam           | Modifica les dades a Wikidata |